# 아위소틀

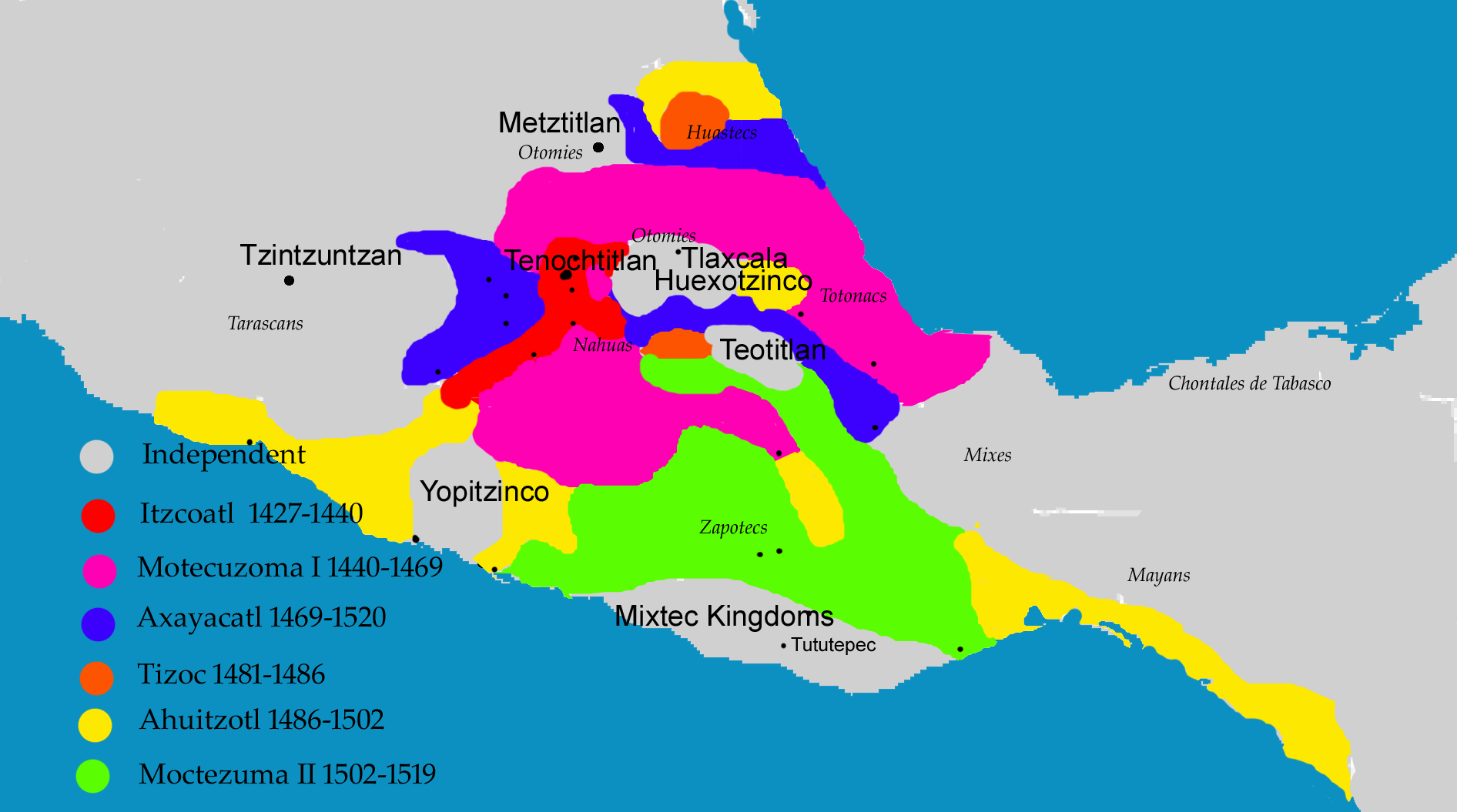
확장을 보여주는 지도. 정복은 노란색으로 표시됨.

아위소틀은 여덟 번째 아즈텍 통치자였다. 테노치티틀란 도시의 틀라토아니로,  그의 이름은 문자 그대로 "가시 물"을 의미하며 수달에게도 적용되었다. 그는 멕시카 영역 확장의 상당 부분을 담당했으며, 전임자를 본받아 제국의 힘을 공고히 했다. 그는 그의 전임자가 사망한 후에 황제로 즉위했다.
그는 두 아들, 딸 하나를 두었다.
아마도 콜럼버스 이전의 메소아메리카의 가장 유명한 군사 지도자인 그는 반란을 진압함으로써 그의 통치를 시작했으며, 그 다음에는 아즈텍 지배 하에 있는 땅의 크기를 신속하게 두 배 이상 늘렸다. 그는 멕시코 태평양 연안 에서 과테말라 서부에 이르기까지 사포텍 및 기타 민족을 정복했다.
그는 서반구에서 인간이 매개하는 조류 도입의 가장 초기 문서인 멕시코 계곡으로 의 큰꼬리 새끼 도입을 주재했다.
1. ↑  Based on the maps by Ross Hassig in "Aztec Warfare".
2. ↑  “Ahuítzotl, “El espinoso del agua” (1486-1502)” [Ahuítzotl, "Thorny Water" (1486-1502)]. 《Archeologia Mexicana》 (스페인어). 2019년 6월 4일에 확인함.
3. ↑  Haemig, Paul D. (January 2012). “Introduction of the Great-tailed Grackle (Quiscalus mexicanus) by Aztec Emperor Auitzotl: Provenance of the historical account (La Introducción de la Quiscalus mexicanus por el Emperador Azteca Auitzotl: Origen del Relato Histórico)”. 《The Auk》 (University of California Press) 129: 70–75. doi:10.1525/auk.2011.11058. JSTOR 10.1525/auk.2011.11058.